# Feldi Eboli 2018-2019
Questa pagina raccoglie i dati riguardanti la Feldi Eboli, squadra di calcio a 5 militante in serie A, nelle competizioni ufficiali del 2018-2019.

## Trasferimenti

### Sessione estiva
| Kevin Arrieta    | Boca Juniors      |
| Bocão            | Acqua e Sapone    |
| André Ferreira   | Napoli            |
| Josiko           | Itria             |
| Laion            | Lazio             |
| Sergio Romano    | Real Rieti        |
| Marco Scigliano  | Napoli            |
| Altre operazioni |                   |
| Lorenzo Imbimbo  | Agostino Lettieri |

| Nicolò Baron    | Napoli           |
| Rodrigo Bertoni | Lausdomini       |
| Diego Burato    | Tombesi          |
| Dé              | Anorthosis       |
| Gilli           | svincolato       |
| Juan Cruz Perri | Atletico Cassano |
| Luis Turmena    | Fuorigrotta      |
| Lucas Vizonan   | C.M.B.           |

### Sessione invernale
| Tuli | Real Rieti |

| Attilio Arillo  | Fuorigrotta        |
| Gabriele Nigro  | Alma Salerno       |
| Marco Scigliano | Città di Bisignano |

## Organico

### Prima squadra
| N° | Naz.                 | Ruolo | Sportivo           | Anno     |  |  |
| -- | -------------------- | ----- | ------------------ | -------- |  |  |
| 2  | Brasile (bandiera)   | POR   | Laion De Freitas   | 28.05.89 |  |  |
| 4  | Italia (bandiera)    | UNI   | Sergio Romano      | 28.08.87 |  |  |
| 5  | Italia (bandiera)    | LAT   | Nunzio Frosolone   | 15.06.94 |  |  |
| 7  | Spagna (bandiera)    | LAT   | Josiko             | 12.05.92 |  |  |
| 9  | Brasile (bandiera)   | PIV   | Jader Fornari      | 21.01.83 |  |  |
| 10 | Italia (bandiera)    | LAT   | Attilio Arillo     | 29.12.94 |  |  |
| 12 | Argentina (bandiera) | LAT   | Kevin Arrieta      | 16.02.97 |  |  |
| 13 | Brasile (bandiera)   | DIF   | Giovani Pedotti    | 06.09.82 |  |  |
| 11 | Italia (bandiera)    | LAT   | Marco Scigliano    | 19.04.91 |  |  |
| 14 | /                    | DIF   | Bocão              | 20.04.89 |  |  |
| 16 | Brasile (bandiera)   | LAT   | André Ferreira     | 12.10.88 |  |  |
| 19 | Italia (bandiera)    | POR   | Marco Pasculli     | 19.03.91 |  |  |
| 21 | Italia (bandiera)    | POR   | Brandon Giordano   | 01.12.96 |  |  |
| 23 | Italia (bandiera)    | PIV   | Gabriele Nigro     | 17.10.96 |  |  |
| 24 | Italia (bandiera)    | LAT   | Vincenzo Caponigro | 18.08.97 |  |  |
| ?  | Marocco (bandiera)   | LAT   | Tuli               | 27.11.92 |  |  |

### Under-19
| N° | Naz.              | Ruolo | Sportivo             | Anno     |  |  |
| -- | ----------------- | ----- | -------------------- | -------- |  |  |
| 1  | Italia (bandiera) | POR   | Samuele Glielmi      | 08.08.02 |  |  |
| 17 | Italia (bandiera) | UNI   | Domenico Mastrangelo | 22.11.01 |  |  |
| 31 | Italia (bandiera) | LAT   | Lorenzo Imbimbo      | 05.11.99 |  |  |